# إدواردا أموريم
إدواردا أموريم (بالبرتغالية: Eduarda Amorim) مواليد 23 سبتمبر 1986 في بلوميناو، هي لاعبة كرة يد برازيلية تلعب كجناح أيمن. مثلت منتخب البرازيل لكرة اليد للسيدات. شاركت في دورة الألعاب الأولمبية الصيفية سنة 2008. حققت المركز الأول في بطولة العالم لكرة اليد للسيدات 2013.

## سجل المنافسة
شاركت في البطولات التالية:
- الألعاب الأولمبية الصيفية 2012
- الألعاب الأولمبية الصيفية 2016
- بطولة العالم لكرة اليد للسيدات 2011
- بطولة العالم لكرة اليد للسيدات 2013
- بطولة العالم لكرة اليد للسيدات 2015

## الميداليات
| الميدالية | المسابقة                            |
| --------- | ----------------------------------- |
| ذهبية     | بطولة العالم لكرة اليد للسيدات 2013 |
| ذهبية     | دورة الألعاب الأمريكية 2007         |
| ذهبية     | دورة الألعاب الأمريكية 2011         |

## روابط خارجية
- إدواردا أموريم على موقع الاتحاد الدولي لكرة اليد (الإنجليزية)
- إدواردا أموريم على موقع الاتحاد الأوروبي لكرة اليد (الإنجليزية)
- إدواردا أموريم على موقع اللجنة الأولمبية الدولية (الإنجليزية)
- إدواردا أموريم على موقع أوليمبيديا (الإنجليزية)
- إدواردا أموريم على موقع اللجنة الأولمبية البرازيلية (البرتغالية)